# پیرانیا (فیلم ۱۹۷۲)
پیرانیا (انگلیسی: Piranha) یک فیلم مهیج آمریکایی است که در سال ۱۹۷۲ منتشر شد.